# Стија
Стија (итал. Stia) је насеље у Италији у округу Арецо, региону Тоскана.
Према процени из 2011. у насељу је живело 2359 становника. Насеље се налази на надморској висини од 452 м.

## Становништво
Према резултатима пописа становништва 2011. у општини је живело 2.904 становника.
| 1931. | 1936. | 1951. | 1961. | 1971. | 1981. | 1991. | 2001. | 2011. |
| ----- | ----- | ----- | ----- | ----- | ----- | ----- | ----- | ----- |
| 5.309 | 5.279 | 4.522 | 3.550 | 3.109 | 3.030 | 3.017 | 3.008 | 2.904 |

## Партнерски градови
- Колбермор, Олбернхау, Mynämäki, Bad Hall, Ybbsitz